# Gala-glasberline

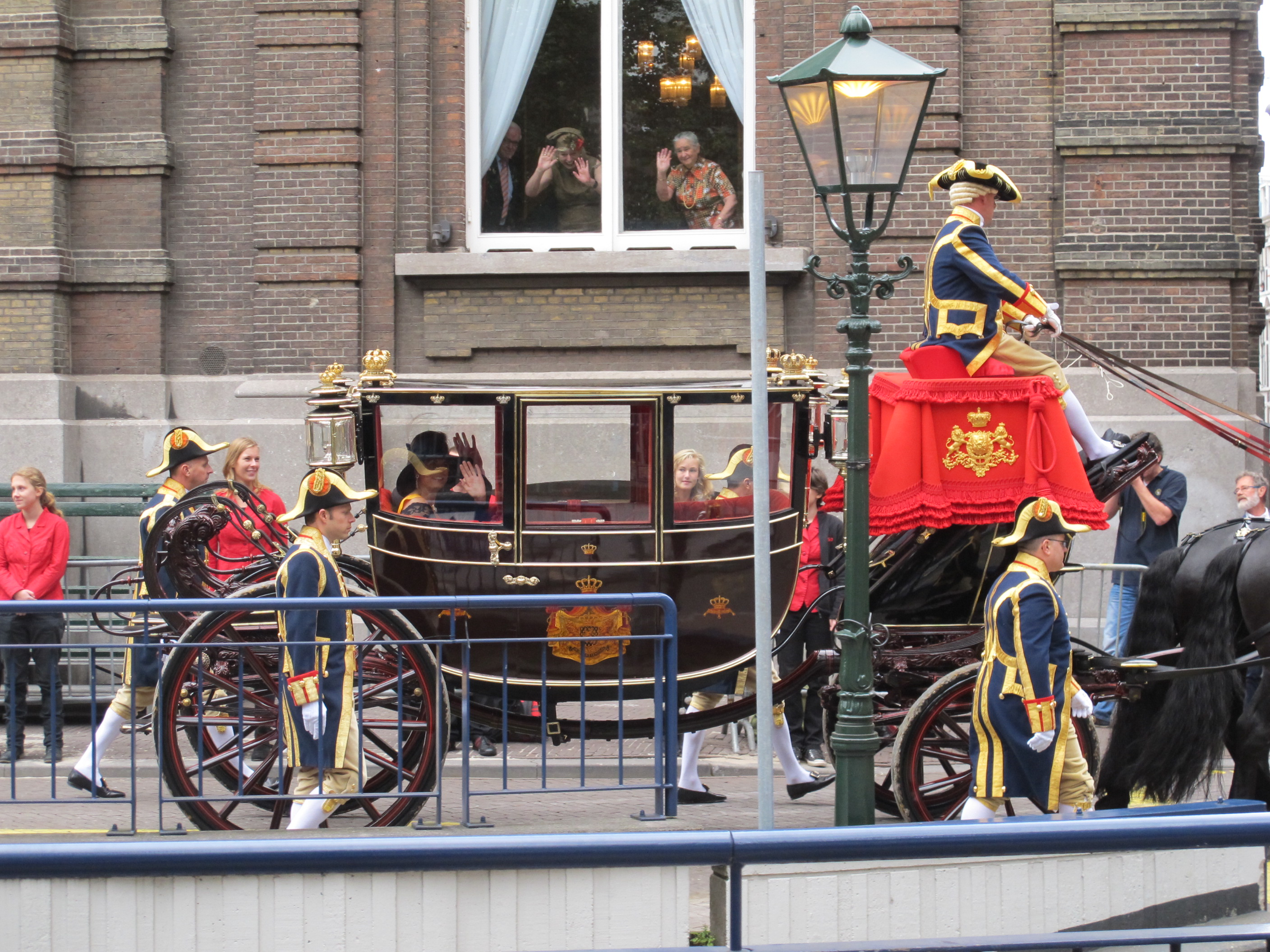
Gala-glasberline

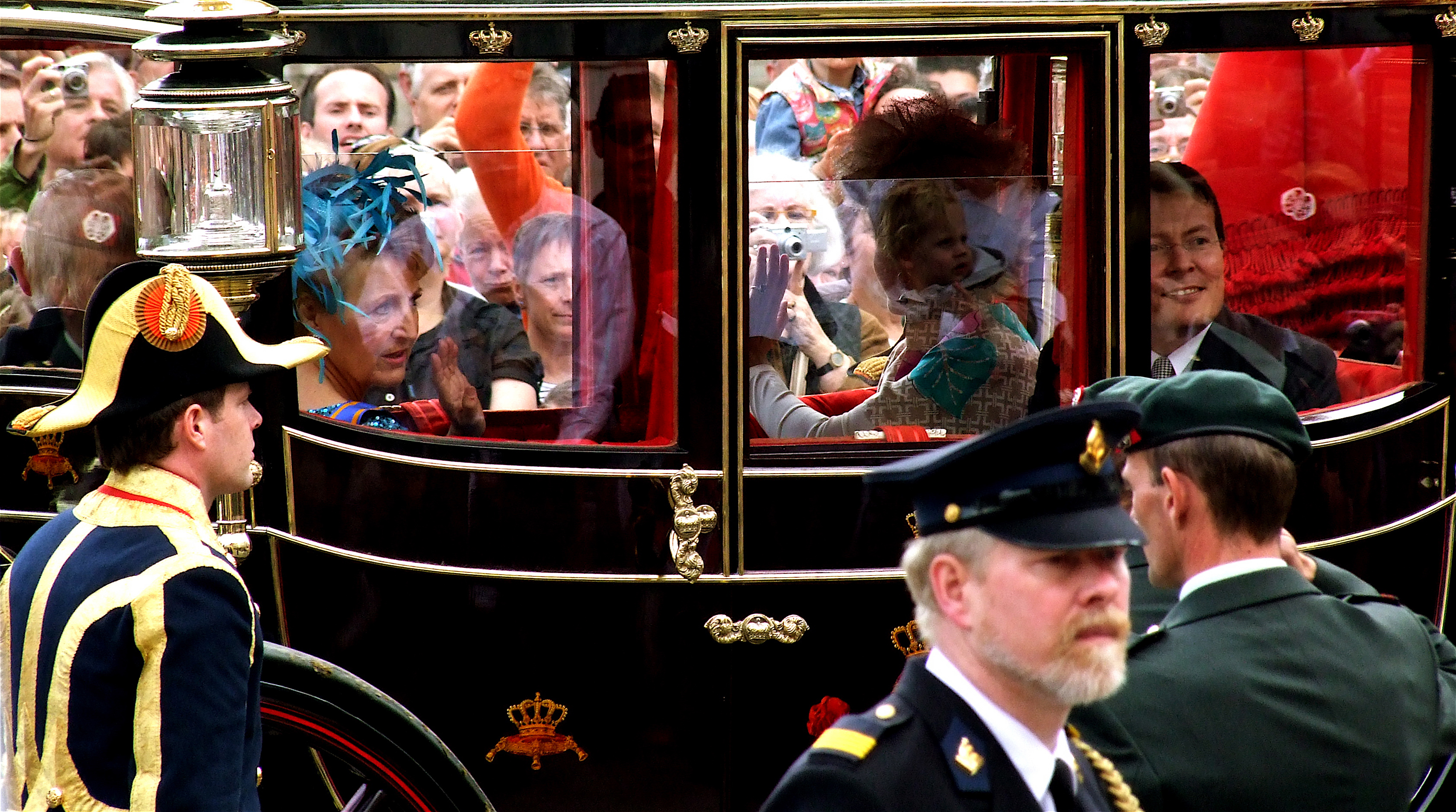
Prinses Margriet in de Gala-glasberline

De Gala-glasberline is een van de rijtuigen van het Nederlandse Koninklijk staldepartement. De Gala-glasberline is de oudste koninklijke berline en werd in 1836 gebouwd door de firma Pearce & Co in Londen. De opdrachtgever was de prins van Oranje, de latere Koning Willem II. De kast is zwart gelakt. De wanden aan de binnenkant zijn bekleed met rood laken. Op de vloer ligt een tapijt van rood velours.
In de jaren 60 werd een van de zes na de oorlog overgebleven galaberlines omgebouwd tot een rondom van glas voorzien rijtuig. De aanleiding was het huwelijk van prinses Margriet en Pieter van Vollenhoven in 1967. Prinses Margriet mocht vanwege de protocollaire regels niet in de Gouden Koets of de Glazen Koets rijden.
Prinses Margriet en Pieter van Vollenhoven gebruikten in de jaren na hun huwelijk het rijtuig standaard op Prinsjesdag, thans wordt het rijtuig op deze dag gebruikt door prins Constantijn en prinses Laurentien. Het rijtuig wordt eveneens ingezet bij andere gebeurtenissen zoals huwelijken en uitvaarten. De koets is bij Koninklijke uitvaarten gebruikt als vervoermiddel in de rouwstoet door leden van de Koninklijke Familie om van de locatie Defensie Leergangen nabij Delft naar de Nieuwe Kerk in deze stad te worden vervoerd. Bij de uitvaarten van Koningin Juliana en Prins Bernhard maakten Koningin Beatrix en de prinsessen Irene, Margriet en Christina gebruik van de Gala-glasberline. Bij het huwelijk van prins Constantijn en prinses Laurentien maakten de ouders van het bruidspaar gebruik van dit rijtuig.
De Gala-glasberline wordt soms verward met de voor de koning of troonopvolger gereserveerde en veel voornamere Glazen Koets.